# Fatou N'Diaye (actrice)
Pour les articles homonymes, voir Fatou N'Diaye et N'Diaye.
Fatou Ndiaye est une actrice et mannequin sénégalo-française, née en 1980 à Saint-Louis (Sénégal).

## Biographie
Fatou N'Diaye est née d'un père sénégalo-malien et d'une mère nigériane,. À l'âge de 8 ans (ou 7 ans), elle quitte le Sénégal et s'installe avec sa mère en France dans le 11e arrondissement de Paris,.
En 1997, elle est repérée par Oliviero Toscani, le photographe des publicités pour la marque Benetton qui la pousse à devenir mannequin. Elle fait sa première apparition sur les écrans dans le téléfim Fatou la Malienne diffusé en 2001 sur France 2.
En 2018, elle interprète le rôle d'une prostituée sénégalaise qui s'éprend d'un cycliste professionnel tombé dans la drogue dans le film Un ange, une référence au sort du cycliste Franck Vandenbroucke,.
En 2021, elle fait partie du jury du Festival du cinéma américain de Deauville.

## Filmographie

### Cinéma
- 2002: Astérix et Obélix : Mission Cléopâtre d'Alain Chabat : Exlibris (une courtisane[5])
- 2002: Nha fala de Flora Gomes: Vita
- 2003: Spirit of the Mask  (épisode de la série télévisée Aventure et Associés) : Celia
- 2004: Souli : Abi
- 2006: Un dimanche à Kigali de Robert Favreau : Gentille
- 2006: The Front Line de David Gleeson : Kala
- 2008: Aide-toi, le ciel t'aidera de François Dupeyron : Liz
- 2018: Un ange de Koen Mortier : Faé[4]
- 2019: Scappo a casa (en) d'Enrico Lando (en) : Babelle
- 2021: OSS 117 : Alerte rouge en Afrique noire de Nicolas Bedos : Zéphyrine Bamba
- 2024 : La Promesse verte d'Édouard Bergeon : la députée Anya Mbaye

### Télévision
- 2001: Fatou la Malienne (téléfilm) de Daniel Vigne : Fatou
- 2002: Angelina (téléfilm): Angelina
- 2003: Fatou, l'espoir (téléfilm): Fatou
- 2004: Une autre vie (téléfilm): Djenaba
- 2006: Guet-apens (épisode de la série télévisée Alex Santana, négociateur) : Julia
- 2007: Tropiques amers (série télévisée) : Adèle
- 2008: Marianne (téléfilm) de Philippe Guez dans la série Scénarios contre les discriminations : Marianne
- 2010: Victor Sauvage (téléfilm) de Patrick Grandperret
- 2010: Merci papa, merci maman  (téléfilm) de Vincent Giovanni : Audrey
- 2011: Passage du désir (téléfilm) de Jérôme Foulon : Ingrid Diesel
- 2013: Maison close (série télévisée) : Pauline
- 2014: Engrenages (série télévisée) : Carole Mendy
- 2017: Péril blanc (téléfilm) d'Alain Berliner
- 2020: Capitaine Marleau, épisode Au nom du fils de Josée Dayan : Nathalie Esposito
- 2022: En plein cœur de Bruno Garcia: Capitaine Chrystel Chesnot[7]

## Distinctions
- 2013 : Meilleur Jeune Espoir féminin (Prix du Public) au Festival Jean-Carmet.